# Charles Louis Fontaine (1818-1868)
Pour les articles homonymes, voir Fontaine.
Charles Louis Fontaine, né à Ozeville en Normandie le 16 septembre 1818 et mort le 2 mai 1868 à Cherbourg, est un Officier de la Marine française. 

## Biographie
Premier du concours d'entrée à l'école des officiers du commissariat de la Marine à Cherbourg, Charles Louis Fontaine est reçu "écrivain" le 22 juillet 1842. Il est nommé commis de 2e Classe le 1er août 1848. À Cherbourg le 13 septembre 1848 arrive le Darien, qui débarque un deuxième contingent de 500 insurgés, qui sont transférés à bord du navire-ponton  Triton, ancré en rade sur lequel Charles Louis Fontaine embarque sous le commandement d'Amédée Villemain.
Le 10 décembre 1848, Louis-Napoléon Bonaparte obtient 65,25 % des suffrages à l'élection présidentielle.
Le 16 juillet 1849 il est nommé à bord de l'Eurydice, corvette armée de 28 canons le 10 septembre 1849 sous les ordres du capitaine de vaisseau Nicolas François Guérin (1796-1877), et il embarque le 14 septembre 1849 et appareille le 21 novembre pour un long périple dans l'Océan Indien et rentre à Toulon. Il appareille le 9 janvier 1850 de Brest à Ténériffe, Rio de Janeiro, puis devient stationnaire à l'Île Bourbon et à Madagascar, où il apprend le coup d'État du 2 décembre 1851. 
Du 14 janvier au 30 janvier 1852, il navigue de Pondichéry à Aden, et explore la côte sud du Yémen. Le 24 août 1852 il appareille de La Réunion et rentre à Toulon le 15 novembre 1852. 
Le 28 janvier 1854, il est nommé aide commissaire à Cherbourg.
Le 1er mai 1859 il est nommé sur le yacht impérial l'Aigle, corvette à roues à aubes qui sera placée sous le commandement du capitaine de vaisseau  Charles de Dompierre d'Hornoy (1816-1901) qui sera au retour nommé Contre-amiral, de 1864 à 1866 qu'il dirigea lors des voyages impériaux en Algérie et en Angleterre, à Venise, en Espagne et Villefranche-sur-Mer. 
Charles Louis Fontaine débarquera le 7 juin 1865 et il est nommé sous-commissaire de 2e Classe, puis le 1er août 1865 sous-commissaire de 1re Classe et le 10 janvier 1868 commissaire de la Marine du port de Cherbourg.
Il meurt le 2 mai 1868 à Cherbourg.

## Décorations
- Chevalier de la Légion d'honneur le 4 octobre 1862
- Officier du Nicham de Tunis de 3e Classe
- Ordre de Saint-Stanislas (Russie impériale)

### Descendance
- Charles Louis Fontaine est le père de :
  - Victor Maurice Fontaine (1857-1933), Officier de la Marine française, promotion 1873
  - Charles Antoine Fontaine (1864-1943), Officier de la Marine française, promotion 1879 père de:
    - Paul Louis Antoine Fontaine (1899-1976),Officier de la Marine française
    - Marcel Henri Alphonse Fontaine (1900-1942), Officier de la Marine française, Mort pour la France

### Iconographie
L'état-major de L'Aigle sur la dunette de la barre de roue, et le yacht à Venise